# Karl Lamker
Karl Lamker (* 22. September 1913 in Theesen bei Bielefeld; † 27. April 1974 in Bielefeld) war ein deutscher Jurist, Politiker und Fußballfunktionär.

## Leben
Lamker wurde als Sohn eines Fleischermeisters geboren und besuchte die Volksschule in Schildesche und die Helmholtz-Oberrealschule. Er studierte an den Universitäten in Bonn, Münster und Freiburg Rechtswissenschaften. Während des Zweiten Weltkrieges war er Offizier der Luftwaffe. Seit 1948 war er in Bielefeld als Rechtsanwalt und Notar aktiv. Darüber hinaus wirkte Karl Lamker als Fußballfunktionär. Er war zunächst zweiter Vorsitzender des VfB 03 Bielefeld. Nach geplatzten Fusionsgesprächen mit dem Lokalrivalen Arminia Bielefeld trat Lamker der Arminia bei und war von Mai 1955 bis November 1960 dessen Vereinspräsident. Während des Bundesliga-Skandals in der Saison 1970/71 trat Lamker für den Verein als Strafverteidiger auf.
Karl Lamker trat zum 1. Mai 1933 der NSDAP bei (Mitgliedsnummer 2.481.615). Im Jahre 1964 gehörte Lamker zu den Gründungsmitgliedern der Nationaldemokratischen Partei Deutschlands (NPD), war Landesvorsitzender in Nordrhein-Westfalen und gehörte dem Bundesvorstand an. Auf dem Parteitag in Hannover am 11. November 1967 wurde Karl Lamker zum stellvertretenden Vorsitzenden der Partei gewählt.
Lamker war seit dem 3. September 1940 mit Käthe geb. Kruse verheiratet und hatte zwei Töchter. 1969 trat er aus der Katholischen Kirche aus.